# Primera División 2016 (vrouwenvoetbal Uruguay)
Het seizoen 2016 van de Primera División was het twintigste seizoen van de hoogste Uruguayaanse vrouwenvoetbalcompetitie. Het seizoen liep van 10 april tot 4 december 2016. Dit was het laatste jaar waarin de Uruguayaanse vrouwenvoetbalcompetitie uit slechts één niveau bestond. De titel ging voor de vierde maal in successie naar Colón FC.

## Teams
Er namen veertien ploegen deel aan de Primera División tijdens het seizoen 2016. Elf daarvan hadden vorig seizoen ook meegedaan, CA Peñarol keerde na een afwezigheid van twee seizoenen weer terug in de competitie en Club Oriental de Football en Uruguay Montevideo FC maakten hun debuut in de competitie. Ten opzichte van vorig seizoen ontbraken CA Bella Vista, CA Cerro, CA Progreso Misses en Rocha FC.
| Club                      | Stad        | Vorig seizoen |
| ------------------------- | ----------- | ------------- |
| CSD SAC Canelones         | Las Piedras | 12e           |
| Colón FC                  | Montevideo  | 1e            |
| Figli della Toscana       | Montevideo  | 14e           |
| CD Línea D Cutcsa         | Montevideo  | 11e           |
| Montevideo Wanderers FC   | Montevideo  | 6e            |
| Club Nacional de Football | Montevideo  | 2e            |
| Club Oriental de Football | Canelones   | Geen deelname |
| CA Peñarol                | Montevideo  | Geen deelname |
| CA River Plate            | Montevideo  | 3e            |
| Salus FC                  | Montevideo  | 10e           |
| Club Seminario            | Montevideo  | 9e            |
| Udelar                    | Montevideo  | 8e            |
| Uruguay Montevideo FC     | Montevideo  | Geen deelname |

## Competitie-opzet
De competitie bestond uit twee fasen: het reguliere seizoen en de Divisional A en B (tweede fase). In het reguliere seizoen speelden de ploegen een halve competitie tegen elkaar. Dit was anders dan in de recentste jaren (2012, 2014 en 2015), toen de ploegen in verschillende groepen waren ingedeeld. Zo hadden bijvoorbeeld Montevideo Wanderers FC en Udelar de afgelopen vier seizoenen allebei meegedaan aan de competitie, maar in die vier jaar slechts eenmaal tegen elkaar gespeeld in competitieverband. Elke ploeg speelde nu sowieso minimaal één wedstrijd tegen de overige deelnemers aan de competitie.
Na de eerste twaalf wedstrijden werd de competitie in tweeën gesplitst: de bovenste zeven ploegen kwalificeerden zich voor Divisional A, de overige zes ploegen gingen naar Divisional B. In Divisional A en B werd een hele competitie gespeeld. De ploegen in Divisional A speelden om de landstitel, terwijl in Divisional B werd gestreden om op het hoogste niveau te mogen blijven.
Vanaf het volgende jaar werd er een tweede niveau toegevoegd aan de Uruguayaanse vrouwenvoetbalpiramide. De zes beste clubs in Divisional A (alle ploegen behalve de hekkensluiter) en de winnaar van Divisional B behielden hun plekje in de Primera División. Alle overige ploegen degradeerden naar de nieuwe Segunda División.

### Kwalificatie voor internationale toernooien
Het seizoen 2016 gold als kwalificatie voor de Zuid-Amerikaanse Copa Libertadores Femenina van 2017. De landkampioen mocht meedoen aan dat toernooi, dat in oktober 2017 in enkele steden in de agglomeratie Gran Asunción (Paraguay) werd gespeeld.

## Regulier seizoen
Het reguliere seizoen (Clasificatorio) liep van 10 april tot 7 augustus. Alle ploegen speelden eenmaal tegen elkaar. De zeven beste ploegen kwalificeerden zich voor de Divisional A, waardoor ze nog kans hadden op de landstitel. De overige zes ploegen gingen verder in Divisional B, met een plekje in de Primera División van volgend seizoen als inzet.
Al op de eerste dag werd er bijna een record gebroken: CA Peñarol versloeg debutant Club Oriental de Football met 27–0, slechts een doelpunt minder dan de recordzege van Club Nacional de Football op CSD Huracán Buceo in 2013. Een kleine twee maanden later won ook Nacional met ruime cijfers van Oriental (23–0). De debutant verloor uiteindelijk alle wedstrijden in het reguliere seizoen, in de helft daarvan kregen ze minimaal tien doelpunten tegen.
Nacional en Peñarol bleken niet alleen voor Oriental, maar ook voor de overige ploegen te sterk. Beide ploegen hadden alles gewonnen tot aan hun onderlinge wedstrijd op 26 juni (negende speelronde). Deze wedstrijd eindigde in een 1–1 gelijkspel, wat voor de rivalen allebei hun eerste tegendoelpunt van het seizoen betekende. In het vervolg van het reguliere seizoen wonnen zowel Nacional als Peñarol hun resterende wedstrijden, waardoor ze met evenveel punten (Nacional werd eerste op basis van het doelsaldo) bovenaan eindigden in het reguliere seizoen.
Titelverdediger Colón FC leed twee nipte nederlagen (0–1 tegen Peñarol en 1–2 tegen Nacional), maar won de overige tien duels en kwalificeerde zich als nummer drie voor Divisional A. Ook CA River Plate en Montevideo Wanderers FC (vierde en vijfde) plaatsten zich voor de kampioensgroep, waardoor alle nog actieve ploegen die vorig seizoen in de top-zes waren geëindigd zich hadden gekwalificeerd voor die fase.
De laatste twee tickets voor Divisional A werden op de slotdag vergeven: CSD SAC Canelones en Uruguay Montevideo FC hadden drie punten meer dan Salus FC en hadden dus genoeg aan een gelijkspel om bij de beste zeven te eindigen. Salus moest winnen van het al uitgeschakelde Club Seminario, maar verloor, waardoor Uruguay Montevideo zich ondanks een nederlaag plaatste voor Divisional A. SAC Canelones hield hun lot in eigen hand door zelf te winnen en schaarde zich voor het eerst bij de beste zeven clubs.
Figli della Toscana speelde in 2016 hun tweede seizoen in de Primera División. In 2015 hadden ze geen enkele wedstrijd kunnen winnen, maar in hun achtste wedstrijd van dit seizoen versloegen ze Udelar, waardoor ze na twee gelijke spelen en 23 nederlagen hun eerste competitiezege boekten.

### Eindstand Clasificatorio
|     | Club                      | Sp. | W  | G | V  | Pnt. | DV | DT  | DS   |
| --- | ------------------------- | --- | -- | - | -- | ---- | -- | --- | ---- |
| 1.  | Club Nacional de Football | 12  | 11 | 1 | 0  | 34   | 76 | 2   | +74  |
| 2.  | CA Peñarol                | 12  | 11 | 1 | 0  | 34   | 66 | 2   | +64  |
| 3.  | Colón FC                  | 12  | 10 | 0 | 2  | 30   | 56 | 5   | +51  |
| 4.  | CA River Plate            | 12  | 8  | 1 | 3  | 25   | 45 | 11  | +34  |
| 5.  | Montevideo Wanderers FC   | 12  | 7  | 1 | 4  | 22   | 30 | 20  | +10  |
| 6.  | CSD SAC Canelones         | 12  | 6  | 1 | 5  | 19   | 37 | 24  | +13  |
| 7.  | Uruguay Montevideo FC     | 12  | 5  | 1 | 6  | 16   | 15 | 22  | –7   |
| 8.  | Salus FC                  | 12  | 4  | 1 | 7  | 13   | 20 | 35  | –15  |
| 9.  | CD Línea D Cutcsa         | 12  | 3  | 3 | 6  | 12   | 16 | 26  | –10  |
| 10. | Udelar                    | 12  | 2  | 2 | 8  | 8    | 8  | 34  | –26  |
| 11. | Club Seminario            | 12  | 2  | 1 | 9  | 7    | 16 | 41  | –25  |
| 12. | Figli della Toscana       | 12  | 2  | 1 | 9  | 7    | 6  | 46  | –40  |
| 13. | Club Oriental de Football | 12  | 0  | 0 | 12 | 0    | 3  | 126 | –123 |

### Legenda
| Kleur | Kwalificatie voor |
| ----- | ----------------- |
|       | Divisional A      |
|       | Divisional B      |

### Uitslagen
| Uitploeg →                | CSDSC | CFC   | FdT    | CDLDC | MWFC  | CNdF  | COF    | CAP   | CARP   | SFC   | Semi  | UdlR   | UMFC  |
| Thuisploeg ↓              | CSDSC | CFC   | FdT    | CDLDC | MWFC  | CNdF  | COF    | CAP   | CARP   | SFC   | Semi  | UdlR   | UMFC  |
| ------------------------- | ----- | ----- | ------ | ----- | ----- | ----- | ------ | ----- | ------ | ----- | ----- | ------ | ----- |
| CSD SAC Canelones         |       |       |        |       | 0 – 4 |       |        | 1 – 2 |        |       | 6 – 0 | 4 – 0  | 5 – 0 |
| Colón FC                  | 4 – 1 |       | 6 – 0  |       |       | 1 – 2 | 12 – 0 | 0 – 1 | 3 – 0  |       |       |        |       |
| Figli della Toscana       | 0 – 6 |       |        |       | 0 – 2 | 0 – 8 |        |       |        | 0 – 2 | 1 – 1 |        | 0 – 4 |
| CD Línea D Cutcsa         | 2 – 2 | 0 – 6 | 3 – 1  |       |       |       |        |       | 0 – 3  | 1 – 2 |       |        |       |
| Montevideo Wanderers FC   |       | 0 – 7 |        | 4 – 0 |       | 0 – 6 |        |       |        | 1 – 3 | 2 – 0 | 4 – 0  | 3 – 1 |
| Club Nacional de Football | 6 – 0 |       |        | 4 – 0 |       |       | 23 – 0 | 1 – 1 |        | 4 – 0 |       | 10 – 0 |       |
| Club Oriental de Football | 0 – 7 |       | 1 – 3  | 1 – 8 | 0 – 8 |       |        |       | 0 – 12 |       |       |        | 0 – 3 |
| CA Peñarol                |       |       | 10 – 0 | 2 – 0 | 1 – 0 |       | 27 – 0 |       |        | 6 – 0 |       | 1 – 0  |       |
| CA River Plate            | 6 – 0 |       | 3 – 0  |       | 2 – 2 | 0 – 2 |        | 0 – 3 |        |       | 6 – 0 | 5 – 0  |       |
| Salus FC                  | 0 – 5 | 0 – 6 |        |       |       |       | 10 – 1 |       | 1 – 6  |       | 0 – 2 | 2 – 2  | 0 – 1 |
| Club Seminario            |       | 1 – 3 |        | 0 – 1 |       | 0 – 7 | 10 – 0 | 0 – 8 |        |       |       |        | 2 – 5 |
| Udelar                    |       | 0 – 5 | 0 – 1  | 1 – 1 |       |       | 3 – 0  |       |        |       | 2 – 0 |        | 0 – 1 |
| Uruguay Montevideo FC     |       | 0 – 3 |        | 0 – 0 |       | 0 – 3 |        | 0 – 4 | 0 – 2  |       |       |        |       |

## Divisional B
De zes laagst geklasseerde ploegen uit het reguliere seizoen gingen verder in Divisional B. De ploegen speelden een hele competitie en de winnaar zou volgend seizoen mogen blijven uitkomen op het hoogste niveau. De overige vijf ploegen degradeerden. De resultaten uit het reguliere seizoen werden niet meegenomen, dus alle ploegen begonnen weer op nul punten. De wedstrijden werden tussen 14 augustus en 23 oktober gespeeld.
CD Línea D Cutcsa was de enige ploeg die na twee wedstrijden nog geen puntverlies had geleden. Ook de twee daaropvolgende wedstrijden wonnen ze. Club Seminario was na vier wedstrijden ook nog ongeslagen (twee overwinningen en twee gelijke spelen), maar leed in de vijfde speelronde hun eerste nederlaag tegen Línea D Cutcsa. Halverwege stond Salus FC tweede met 10 punten, vijf minder dan Línea D Cutcsa. Seminario stond derde in de stand.
In de terugronde won Línea D Cutcsa hun eerste twee duels en op 9 oktober troffen ze Salus. De wedstrijd eindigde in 3–2 voor Línea D Cutcsa, dat daardoor de eerste plek niet meer kon ontgaan. Een week later speelden ze gelijk tegen Udelar, hun enige puntverlies in de Divisional B. Salus behield hun tweede plaats in de stand, maar degradeerde net als de andere vier ploegen naar het tweede niveau. Club Oriental de Football wist ook in de Divisional B geen punten te behalen en beëindigde het seizoen met 22 nederlagen in evenzoveel wedstrijden. Ze maakten vijf doelpunten en kregen er 206 tegen (gemiddeld ongeveer 9,4 tegendoelpunt per wedstrijd).
|    | Club                      | Sp. | W | G | V  | Pnt. | DV | DT | DS  |
| -- | ------------------------- | --- | - | - | -- | ---- | -- | -- | --- |
| 1. | CD Línea D Cutcsa         | 10  | 9 | 1 | 0  | 28   | 45 | 8  | +37 |
| 2. | Salus FC                  | 10  | 6 | 1 | 3  | 19   | 48 | 14 | +34 |
| 3. | Udelar                    | 10  | 5 | 1 | 4  | 16   | 25 | 16 | +9  |
| 4. | Club Seminario            | 10  | 4 | 2 | 4  | 14   | 25 | 18 | +7  |
| 5. | Figli della Toscana       | 10  | 3 | 1 | 6  | 10   | 18 | 27 | –9  |
| 6. | Club Oriental de Football | 10  | 0 | 0 | 10 | 0    | 2  | 80 | –78 |

### Legenda
| Kleur | Kwalificatie voor     |
| ----- | --------------------- |
|       | Segunda División 2017 |

### Uitslagen
| Uitploeg →                | FdT   | CDLDC | COF    | SFC    | Semi  | UdlR  |
| Thuisploeg ↓              | FdT   | CDLDC | COF    | SFC    | Semi  | UdlR  |
| ------------------------- | ----- | ----- | ------ | ------ | ----- | ----- |
| Figli della Toscana       |       | 0 – 2 | 3 – 1  | 1 – 4  | 1 – 1 | 1 – 3 |
| CD Línea D Cutcsa         | 7 – 0 |       | 13 – 0 | 3 – 2  | 2 – 1 | 5 – 1 |
| Club Oriental de Football | 0 – 6 | 0 – 2 |        | 0 – 11 | 0 – 7 | 0 – 8 |
| Salus FC                  | 5 – 2 | 2 – 3 | 16 – 0 |        | 5 – 2 | 0 – 1 |
| Club Seminario            | 0 – 2 | 0 – 6 | 8 – 0  | 2 – 2  |       | 2 – 0 |
| Udelar                    | 4 – 2 | 2 – 2 | 6 – 1  | 0 – 1  | 0 – 2 |       |

## Divisional A
In Divisional A werd gestreden om de landstitel door de top-zeven uit het reguliere seizoen. De daarin behaalde resultaten werden niet meegenomen, dus alle ploegen begonnen op nul punten. De ploeg die onderaan eindigde degradeerde naar de Segunda División, de overige deelnemers handhaafden zich in de Primera División. De wedstrijden werden gespeeld tussen 21 augustus en 4 december.
Club Nacional de Football en CA Peñarol hadden in het reguliere seizoen geen wedstrijd verloren, maar raakten die ongeslagen status snel kwijt: titelverdediger Colón FC versloeg Nacional op 4 september met 3–0 en Peñarol een week later met 1–0. Colón hoefde in de eerste speelronde niet in actie te komen en deelde op dat moment nog de leiding met Nacional (die wel een wedstrijd meer hadden gespeeld). Hier kwam verandering in toen Nacional in de vijfde ronde van Peñarol verloor. Het was de vierde keer dat deze Clásico werd gespeeld in de vrouwencompetitie. Edrit Viana scoorde de winnende 2–1, waardoor de Aurinegros voor het eerst aan het langste eind trokken tegen hun rivalen. Mede hierdoor kon Colón ook alleen aan kop gaan in het klassement.
Een week later leed Colón hun eerste puntverlies in Divisional A: tegen CSD SAC Canelones speelden de Colonenses 1–1. Door winst op Uruguay Montevideo FC verzekerden ze zich wel van de eerste plaats halverwege. De eerste achtervolgers waren Nacional, Peñarol en CA River Plate met respectievelijk vier, vijf en zes punten achterstand. SAC Canelones (5 punten), Montevideo Wanderers FC (3 punten) en Uruguay Montevideo (2 punten) stonden onderaan het klassement en streden tegen degradatie.
SAC Canelones begon de terugronde met zeges op hun concurrenten: zowel tegen Uruguay Montevideo als tegen Wanderers haalden ze de volle buit. Hierdoor waren ze vrijwel zeker van handhaving. Een week later speelden Wanderers en Uruguay Montevideo gelijk tegen elkaar, waardoor de degradatiestrijd tussen die twee ploegen nog altijd open was. Colón had in die speelrondes wederom gewonnen van Nacional en Peñarol. Met nog vier wedstrijden te spelen hadden ze een voorsprong van zeven verliespunten op Nacional. Nadat ze River Plate en Montevideo Wanderers versloegen waren ze op 20 november met nog twee duels te spelen al zeker van hun vierde achtereenvolgende landstitel.
Op de laatste speeldag verzekerde Nacional zich van de tweede plek door River Plate te verslaan. Hierdoor bleef Peñarol derde, wat wel hun beste eindklassering tot dan toe was. In de strijd tegen degradatie trok Uruguay Montevideo aan het kortste eind: ze moesten minimaal een punt halen tegen Colón om Montevideo Wanderers (dat zelf niet meer in actie hoefde te komen) in te halen, maar de kampioen won met 4–0 en bezegelde daarmee het lot van de debutant.
|     | Club                      | Sp. | W  | G | V  | Pnt. | DV | DT | DS  |
| --- | ------------------------- | --- | -- | - | -- | ---- | -- | -- | --- |
| 01. | Colón FC                  | 12  | 11 | 1 | 0  | 34   | 39 | 4  | +35 |
| 2.  | Club Nacional de Football | 12  | 8  | 1 | 3  | 25   | 33 | 11 | +22 |
| 3.  | CA Peñarol                | 12  | 7  | 3 | 2  | 24   | 35 | 14 | +21 |
| 4.  | CA River Plate            | 12  | 6  | 1 | 5  | 19   | 41 | 20 | +21 |
| 5.  | CSD SAC Canelones         | 12  | 3  | 2 | 7  | 11   | 19 | 28 | –9  |
| 6.  | Montevideo Wanderers FC   | 12  | 1  | 1 | 10 | 4    | 8  | 61 | –53 |
| 7.  | Uruguay Montevideo FC     | 12  | 0  | 3 | 9  | 3    | 7  | 44 | –37 |

### Legenda
| Kleur | Kwalificatie voor               |
| ----- | ------------------------------- |
|       | Copa Libertadores Femenina 2017 |
|       | Segunda División 2017           |

### Uitslagen
| Uitploeg →                | CSDSC | CFC   | MWFC  | CNdF  | CAP   | CARP   | UMFC  |
| Thuisploeg ↓              | CSDSC | CFC   | MWFC  | CNdF  | CAP   | CARP   | UMFC  |
| ------------------------- | ----- | ----- | ----- | ----- | ----- | ------ | ----- |
| CSD SAC Canelones         |       | 1 – 1 | 5 – 1 | 1 – 3 | 2 – 4 | 2 – 3  | 2 – 0 |
| Colón FC                  | 3 – 1 |       | 5 – 0 | 3 – 0 | 1 – 0 | 4 – 2  | 4 – 0 |
| Montevideo Wanderers FC   | 2 – 3 | 0 – 6 |       | 0 – 1 | 1 – 9 | 0 – 10 | 1 – 1 |
| Club Nacional de Football | 5 – 0 | 0 – 3 | 3 – 0 |       | 1 – 1 | 3 – 0  | 7 – 0 |
| CA Peñarol                | 3 – 0 | 0 – 2 | 8 – 1 | 2 – 1 |       | 1 – 1  | 4 – 2 |
| CA River Plate            | 2 – 1 | 0 – 3 | 9 – 0 | 0 – 2 | 2 – 3 |        | 7 – 1 |
| Uruguay Montevideo FC     | 1 – 1 | 0 – 4 | 1 – 2 | 1 – 7 | 0 – 0 | 0 – 5  |       |

| Winnaar Primera División 2016 |
| ----------------------------- |
| Colón FC 4e titel             |

#### Topscorers
Juliana Castro van CA River Plate werd voor de tweede maal topscorer van de competitie (in 2009 was ze dat voor het eerst). Ze scoorde dertig keer, achtmaal vaker dan haar ploeggenote Jennifer Clara.
| №  | Speelster         | Club(s)        | Goals |
| -- | ----------------- | -------------- | ----- |
| 1. | Juliana Castro    | CA River Plate | 30    |
| 2. | Jennifer Clara    | CA River Plate | 22    |
| 2. | Luisina Pasarello | Salus FC       | 22    |
| 4. | Edrit Viana       | CA Peñarol     | 20    |

### Fairplayklassement
Het fairplayklassement werd gewonnen door CSD SAC Canelones.
1997 · 1998 · 1999 · 2000 · 2001 · 2002 · 2003 · 2004 · 2005 · 2006 · 2007 · 2008 · 2009 · 2010 · 2011 · 2012 · 2013 · 2014 · 2015 · 2016 · 2017 · 2018 · 2019 · 2020 · 2021